# بوسیالی

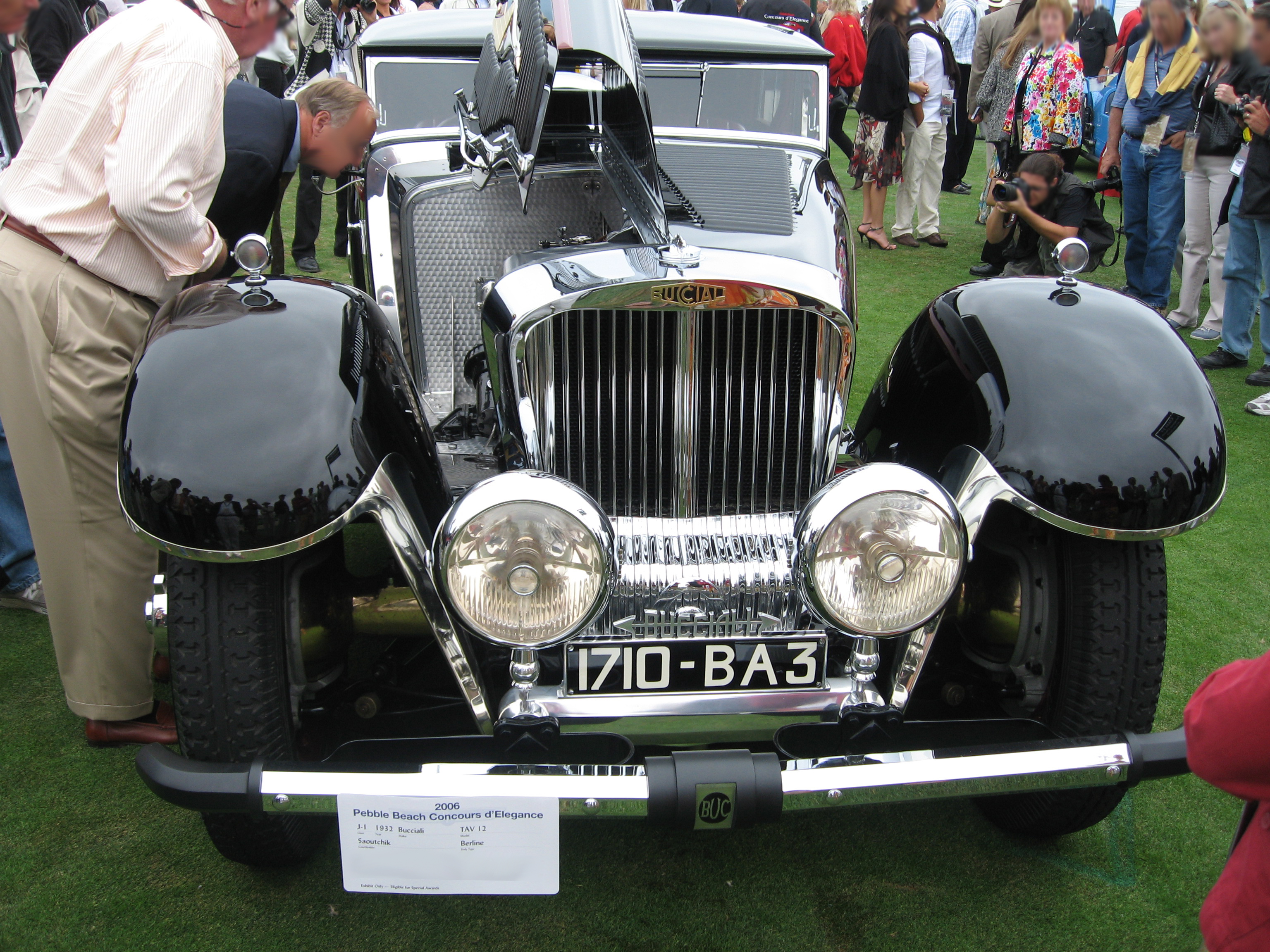
بوسیالی TAV8-32 فلش دو اور

بوسیالی نام خودرویی فرانسویی است که بین سالهای ۱۹۲۲ تا ۱۹۳۳ میلادی در فرانسه طراحی و ساخته شد.

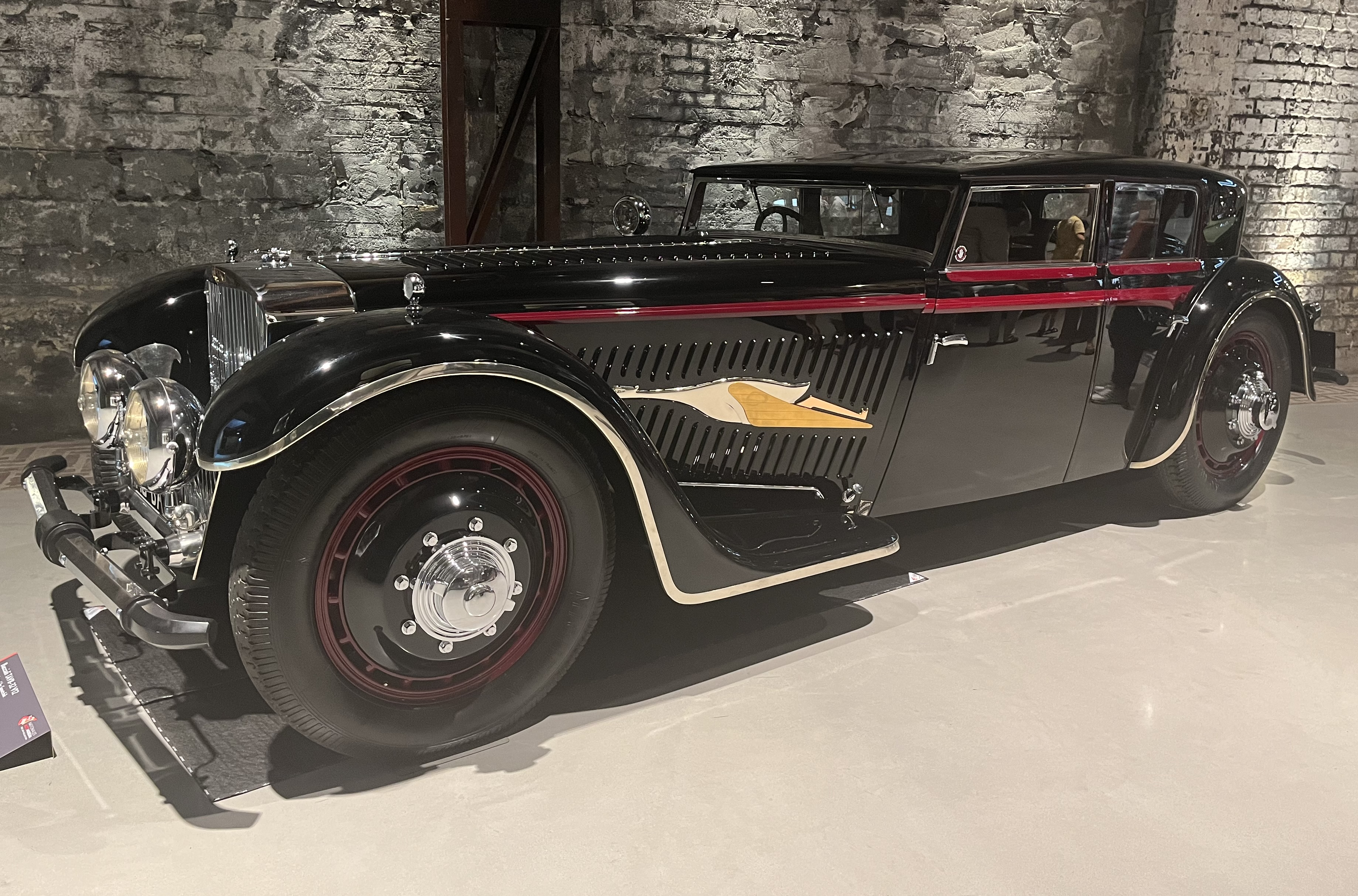
نمایی از طراحی گلگیر این خودرو

این خودرو در کمپانی با نام برادران آنجلو و پائول آلبرتو بوسیالی تولید می شد. این خودرو ۱۶۰۰ سی سی در دو مدل "گردشگری " و "کواتر اختصاصی " به بازار عرضه شد.
در اکتبر ۱۹۲۸ در بیست ودومین نمایشگاه خودرو پاریس مدل TAV-6 این خودرو نیز به نمایش درآمد.
آخرین مدل عرضه شده از این نوع خودرو دارای ۱۲ سیلندر بود. دقیقامشخصا نیست چه تعداد از این خودرو تولید شده است اما دو مدل از این خودرو شناسایی شده یکی در آمریکا و دیگری در فرانسه. 
خودروی بوسیالی مشکی رنگ موجود در عکس توسط فردی به نام بروس کلی با کمک رابرت لی مایر در ایالت مینه سوتا درایالات متحده آمریکا بازسازی شده است.

## لینک ویژه
- TAV-8-32 at ultimatecarpage.com بایگانی‌شده  در ۲۰۱۲-۱۰-۲۴ توسط Wayback Machine